# IEC 61400
Die IEC 61400 ist eine internationale Norm für Windenergieanlagen, die von der Internationalen Elektrotechnischen Kommission (IEC) veröffentlicht wird.

## Ziel und Funktion
Die IEC 61400 enthält in mehreren Teilen technische Anforderungen an die Konstruktion von Windenergieanlagen. Durch Standards soll sichergestellt sein, dass Windenergieanlagen sachgerecht entwickelt werden und die geplante Lebensdauer ohne Schäden erreichen. Die Norm betrifft unter anderem die Bereiche Standorteignung, Montage und Betrieb von Windenergieanlagen, aber auch die Prüfung von deren Komponenten.
Die Einhaltung wesentlicher Anforderungen, die sich aus der IEC 61400 ergeben, muss durch eine Zertifizierungsstelle nachgewiesen werden und ist Voraussetzung für eine Erlaubnis zur Errichtung und zum Betrieb von Windenergieanlagen. Die Norm wird ganz oder teilweise direkt in den einzelnen Nationalstaaten angewandt oder durch nationale Standards umgesetzt.
Ob ein Windenergieanlagentyp die technischen Anforderungen zum Beispiel hinsichtlich Lasten und Schallemissionen erfüllt, wird in der Regel durch den Einsatz von Prototypen durch Messungen in Windtestfeldern, zum Beispiel in Grevenbroich oder Østerild, überprüft.
Vor Errichtung und Inbetriebnahme ist in Deutschland die Standsicherheit der Windenergieanlage nachzuweisen. Hierfür ist in der Regel die Richtlinie für Windenergieanlagen – Einwirkungen und Standsicherheitsnachweise für Turm und Gründung (Fassung Oktober 2012 - Korrigierte Fassung März 2015) des Deutschen Instituts für Bautechnik (DIBt) anzuwenden.

## Windklassen
Die Windklassen I, II und III nach IEC 61400-1:2019 definieren sich durch die Referenzgeschwindigkeit Vref = Vave × 5 und die erwartete Turbulenzintensität Iref am konkreten Standort. Für Windbedingungen außerhalb der Norm, wenn etwa z. B. Orkane, Zyklone oder Wirbelstürme erwartet werden, kann die Windklasse S erforderlich sein. Für Kleinwindanlagen (Rotorfläche < 200 m² und Wechselspannung < 1000 V bzw. Gleichspannung < 1500 V) ist IEC 61400-2 anwendbar. Für Windenergieanlagen auf See (Offshore) ist IEC 61400-3-1 (feste Fundamente) anwendbar.

### IEC 61400-1 Edition 4 (2019)
| Windklasse |            | I    | II   | III  | S                    | T1                                                |
| ---------- | ---------- | ---- | ---- | ---- | -------------------- | ------------------------------------------------- |
| Vref (m/s) | Vref (m/s) | 50   | 42,5 | 37,5 | standort- spezifisch | 57                                                |
| Vave (m/s) | Vave (m/s) | 10   | 8,5  | 7,5  | standort- spezifisch | Tropischer Wirbelsturm (Taifun, Hurrikan, Zyklon) |
| Iref       | A+         | 18 % | 18 % | 18 % | standort- spezifisch | Tropischer Wirbelsturm (Taifun, Hurrikan, Zyklon) |
| Iref       | A          | 16 % | 16 % | 16 % | standort- spezifisch | Tropischer Wirbelsturm (Taifun, Hurrikan, Zyklon) |
| Iref       | B          | 14 % | 14 % | 14 % | standort- spezifisch | Tropischer Wirbelsturm (Taifun, Hurrikan, Zyklon) |
| Iref       | C          | 12 % | 12 % | 12 % | standort- spezifisch | Tropischer Wirbelsturm (Taifun, Hurrikan, Zyklon) |

Für die eingeführte tropische Zyklon-Auslegung T wird eine Referenzgeschwindigkeit von Vref = 57 m/s angenommen.

### IEC 61400-1 Edition 3 (2010)
| Windklasse | I    | II   | III  | S                    |
| ---------- | ---- | ---- | ---- | -------------------- |
| Vref (m/s) | 50   | 42,5 | 37,5 | standort- spezifisch |
| Vave (m/s) | 10   | 8,5  | 7,5  | standort- spezifisch |
| Iref (A)   | 16 % | 16 % | 16 % | standort- spezifisch |
| Iref (B)   | 14 % | 14 % | 14 % | standort- spezifisch |
| Iref (C)   | 12 % | 12 % | 12 % | standort- spezifisch |

Vave: Langjährige mittlere Windgeschwindigkeit, also der Mittelwert der Weibull-Verteilung der Windgeschwindigkeit auf Nabenhöhe in m/s.
Iref: Turbulenzintensität auf Nabenhöhe bei einer Windgeschwindigkeit von 15 m/s. Iref beschreibt die repräsentative Turbulenzintensität, d. h. sie stellt das 90%-Quantil der Turbulenzintensität dar. Damit sind die Turbulenzklassen der IEC 61400-1 Ed. 3 äquivalent zu den Turbulenzklassen der Ed. 2.

### IEC 61400-1 Edition 2 (1999)
| Windklasse | I    | II   | III  | IV   | S                    |
| ---------- | ---- | ---- | ---- | ---- | -------------------- |
| Vref (m/s) | 50   | 42,5 | 37,5 | 30   | standort- spezifisch |
| Vave (m/s) | 10   | 8,5  | 7,5  | 6    | standort- spezifisch |
| I15 (A)    | 18 % | 18 % | 18 % | 18 % | standort- spezifisch |
| I15 (B)    | 16 % | 16 % | 16 % | 16 % | standort- spezifisch |

Vave: Langjährige mittlere Windgeschwindigkeit, also der Mittelwert der Weibull-Verteilung der Windgeschwindigkeit auf Nabenhöhe in m/s.
I15: Turbulenzintensität auf Nabenhöhe bei einer Windgeschwindigkeit von 15 m/s. I15 beschreibt die charakteristische Turbulenzintensität, d. h. sie stellt das 84%-Quantil der Turbulenzintensität dar.
Der Nachweis der Standorteignung von Windenergieanlagen in Windparks kann anhand der IEC 61400-1 erbracht werden. Die Turbulenzfestigkeit einer Windenergieanlage definiert der Hersteller. Beispiel: Für einen Standort mit einer mittleren Windgeschwindigkeit von 6 m/s und einer Turbulenzintensität von 18 % kommt eine sog. Schwachwind-Anlage für die Windklasse III A in Betracht.
Der Standsicherheitsnachweis gemäß IEC 61400-1 kann durch eine gutachtliche Stellungnahme erfolgen. Die Stellungnahme wird auch Standorteignung von Windenergieanlagen oder Turbulenzgutachten genannt, da der Standsicherheitsnachweis insbesondere von der Untersuchung der Turbulenzbelastung abhängt. Die Bestätigung des Standsicherheitsnachweises kann auch mit Auflagen, z. B. sektoriellen Abschaltungen der Windenergieanlage, verbunden werden.
Neben dem Verfahren gemäß IEC 61400-1 lässt das DIBt alternativ auch den Nachweis der Standorteignung anhand von Windzonen zu.

## Umsetzung in Deutschland
Die IEC 61400 wird in Deutschland nahezu vollständig durch das Deutsche Institut für Normung (DIN) übersetzt.
- DIN EN 61400-1:2011-08; VDE 0127-1:2011-08 Auslegungsanforderungen (IEC 61400-1:2005 + A1:2010); Deutsche Fassung EN 61400-1:2005 + A1:2010
- DIN EN 61400-1:2015-09; VDE 0127-1:2015-09 Auslegungsanforderungen (IEC 88/521/CD:2014) NORM-ENTWURF
- DIN EN 61400-2:2015-05; VDE 0127-2:2015-05 Anforderungen für kleine Windenergieanlagen (IEC 61400-2:2013)
- DIN EN 61400-3:2010-01; VDE 0127-3:2010-01 Auslegungsanforderungen für Windenergieanlagen auf offener See (IEC 61400-3:2009)
  - DIN EN 61400-3-1:2016-03; VDE 0127-3-1:2016-03 Auslegungsanforderungen für Windenergieanlagen auf offener See (IEC 88/517/CD:2014) NORM-ENTWURF
  - DIN IEC/TS 61400-3-2:2018-05; VDE V 0127-3-2:2018-05 Auslegungsanforderungen für schwimmende Windenergieanlagen auf offener See (IEC 88/649/DTS:2017) VORNORM ENTWURF
- DIN EN 61400-4:2013-10; VDE 0127-4:2013-10 Auslegungsanforderungen für Getriebe von Windenergieanlagen (IEC 61400-4:2012)
- DIN EN 61400-6:2017-11; VDE 0127-6:2017-11 Auslegungsanforderungen an Türme und Fundamente (IEC 88/619/CDV:2017) NORM-ENTWURF
- DIN EN 61400-11:2013-09; VDE 0127-11:2013-09 Schallmessverfahren (IEC 61400-11:2012)
- DIN EN 61400-12-1:2017-12; VDE 0127-12-1:2017-12 Messung des Leistungsverhaltens von Windenergieanlagen (IEC 61400-12-1:2017)
- DIN EN 61400-12-2:2014-02; VDE 0127-12-2:2014-02 Leistungsverhalten von Elektrizität erzeugenden Windenergieanlagen mit Gondelanemometer (IEC 61400-12-2:2013)
- DIN EN 61400-13:2017-06; VDE 0127-13:2017-06 Messung von mechanischen Lasten (IEC 61400-13:2015)
- DIN CLC/TS 61400-14:2018-02; VDE V 0127-14:2018-02 Angabe von immissionsrelevanten Schallleistungspegel- und Tonhaltigkeitswerten (IEC/TS 61400-14:2005) VORNORM
- DIN EN 61400-21:2009-06; VDE 0127-21:2009-06 Messung und Bewertung der Netzverträglichkeit von netzgekoppelten Windenergieanlagen (IEC 61400-21:2008)
- DIN EN 61400-21-1:2017-11; VDE 0127-21-1:2017-11 Messung und Bewertung der elektrischen Kennwerte – Windenergieanlagen (IEC 88/620/CDV:2017) NORM-ENTWURF
- DIN EN 61400-22:2011-10; VDE 0127-22:2011-10 Konformitätsprüfung und Zertifizierung (IEC 61400-22:2010)
- DIN EN 61400-23:2014-12; VDE 0127-23:2014-12 Rotorblätter – Experimentelle Strukturprüfung (IEC 61400-23:2014)
- DIN EN IEC 61400-24 (VDE 0127-24): 2020-11 Windenergieanlagen Teil 24: Blitzschutz
- DIN EN 61400-25-1:2007-11 Kommunikation für die Überwachung und Steuerung von Windenergieanlagen – Einführende Beschreibung der Prinzipien und Modelle (IEC 61400-25-1:2006)
- DIN EN 61400-25-1:2017-04; VDE 0127-25-1:2017-04 Kommunikation für die Überwachung und Steuerung von Windenergieanlagen – Einführende Beschreibung der Prinzipien und Modelle (IEC 88/587/CDV:2016) NORM-ENTWURF
- DIN EN 61400-25-2:2016-06; VDE 0127-25-2:2016-06 Kommunikation für die Überwachung und Steuerung von Windenergieanlagen – Informationsmodelle (IEC 61400-25-2:2015)
- DIN EN 61400-25-3:2016-05; VDE 0127-25-3:2016-05 Kommunikation für die Überwachung und Steuerung von Windenergieanlagen – Dienste-Modelle für den Informationsaustausch (IEC 61400-25-3:2015)
- DIN EN 61400-25-4:2017-10; VDE 0127-25-4:2017-10 Kommunikation für die Überwachung und Steuerung von Windenergieanlagen – Abbildung auf ein Kommunikationsprofil (IEC 61400-25-4:2016)
- DIN EN 61400-25-5:2007-11 Kommunikation für die Überwachung und Steuerung von Windenergieanlagen – Konformitätsprüfungen (IEC 61400-25-5:2006)
- DIN EN 61400-25-5:2017-08; VDE 0127-25-5:2017-08 Kommunikation für die Überwachung und Steuerung von Windenergieanlagen – Konformitätsprüfungen (IEC 88/589/CDV:2016) NORM-ENTWURF
- DIN EN 61400-25-6:2017-10; VDE 0127-25-6:2017-10 Kommunikation für die Überwachung und Steuerung von Windenergieanlagen – Klassen logischer Knoten und Datenklassen für die Zustandsüberwachung (IEC 61400-25-6:2016)
- DIN CLC/TS 61400-26-1:2018-03; VDE V 0127-26-1:2018-03 Zeitbasierte Verfügbarkeit von Windenergieanlagen (IEC/TS 61400-26-1:2011) VORNORM
- DIN CLC/TS 61400-26-2:2018-03; VDE V 0127-26-2:2018-03 Erzeugungsbasierte Verfügbarkeit von Windenergieanlagen (IEC/TS 61400-26-2:2014) VORNORM
- DIN IEC/TS 61400-26-3:2017-07; VDE V 0127-26-3:2017-07 Verfügbarkeit von Windkraftwerken (IEC/TS 61400-26-3:2016) VORNORM
- DIN EN 61400-27-1:2016-05; VDE 0127-27-1:2016-05 Elektrische Simulationsmodelle – Windenergieanlagen (IEC 61400-27-1:2015)
- DIN EN 61400-27-1:2017-05; VDE 0127-27-1:2017-05 Elektrische Simulationsmodelle – Generische Modelle (IEC 88/603/CD:2016) NORM-ENTWURF
- DIN EN 61400-27-2:2017-06; VDE 0127-27-2:2017-06 Elektrische Simulationsmodelle – Validierung der Modelle (IEC 88/604/CD:2016) NORM-ENTWURF

## Liste von IEC 61400 Teilen
- IEC 61400-1:2019 Design requirements[4]
- IEC 61400-2:2013 Small wind turbines
- IEC 61400-3-1:2019 Design requirements for fixed offshore wind turbines
- IEC TS 61400-3-2:2019 Design requirements for floating offshore wind turbines[5]
- IEC 61400-4:2012 Design requirements for wind turbine gearboxes
- IEC 61400-5:2020 Wind turbine blades
- IEC 61400-6:2020 Tower and foundation design requirements
- IEC 61400-11:2012 Acoustic noise measurement techniques
- IEC 61400-12-1:2017 Power performance measurements of electricity producing wind turbines
- IEC 61400-12-2:2013 Power performance of electricity-producing wind turbines based on nacelle anemometry
- IEC TR 61400-12-4:2020 Numerical site calibration for power performance testing of wind turbines
- IEC 61400-13:2015 Measurement of mechanical loads
- IEC TS 61400-14:2005 Declaration of apparent sound power level and tonality values
- IEC 61400-21-1:2019 Measurement and assessment of electrical characteristics - Wind turbines
- IEC TR 61400-21-3:2019 Measurement and assessment of electrical characteristics - Wind turbine harmonic model and its application
- IEC 61400-23:2014 Full-scale structural testing of rotor blades
- IEC 61400-24:2019 Lightning protection
- IEC 61400-25-1:2017 Communications for monitoring and control of wind power plants – Overall description of principles and models
- IEC 61400-25-2:2015 Communications for monitoring and control of wind power plants – Information models
- IEC 61400-25-3:2015 Communications for monitoring and control of wind power plants – Information exchange models
- IEC 61400-25-4:2016 Communications for monitoring and control of wind power plants – Mapping to communication profile
- IEC 61400-25-5:2017 Communications for monitoring and control of wind power plants – Compliance testing
- IEC 61400-25-6:2016 Communications for monitoring and control of wind power plants – Logical node classes and data classes for condition monitoring
- IEC TS 61400-25-71:2019 Communications for monitoring and control of wind power plants - Configuration description language
- IEC TS 61400-26-1:2019 Availability for wind energy generation systems[6]
- IEC 61400-27-1:2020 Electrical simulation models - Generic models
- IEC 61400-27-2:2020 Electrical simulation models - Model validation
- IEC 61400-50-3:2022 Use of nacelle-mounted lidars for wind measurements